# Rupert de Deutz
Pour les articles homonymes, voir Deutz (homonymie) et Rupert de Salzbourg.
Rupert de Deutz (autres noms : Rupertus Tuitiensis, Rupert de Tuy, Rupert von Lüttich, Rupert de Liège, Rupert de Saint-Laurent), né aux alentours de 1070 à Liège (dans l'actuelle Belgique) et mort le 4 mars 1129 à Deutz (Cologne) en Allemagne, est un théologien liégeois, issu d'une famille de langue thioise et entré dans son adolescence au monastère de Saint-Laurent où il reçut une formation littéraire. 
Son écrit De voluntate Dei provoqua une grave controverse à Liège et il fut obligé de se réfugier à l'abbaye de Michaelsberg à Siegbourg, sous la protection de Conrad de Raitenbuch. Il y écrivit sa défense dans De omnipotentia Dei (1117). Il devint abbé de Deutz où il mourut le 4 mars 1129.

## Influence de ses œuvres
Son œuvre a influencé Honoré d'Autun et a rayonné à travers le Saint-Empire germanique: Cologne, l'Allemagne du Sud et l'Autriche, ainsi que dans la Basse-Lotharingie (le nord de la France actuelle et le sud de l'actuelle Belgique) où les célèbres Fonts baptismaux de Saint-Barthélemy, chef-d’œuvre de l'art mosan, et ceux qui se trouvent dans l'église de Furnaux (Province de Namur actuelle) sont inspirés de sa théologie. 
Son œuvre a également inspiré l'iconographie de l'église de Schwarzrheindorf, près de Bonn, construite par l'archevêque de Cologne, Arnold II von Wied (de).

## Écrits
Moine et théologien né à Liège, Rupert est connu pour ses écrits sur la Trinité et sur le Saint-Esprit,.
L'Écriture, porte ouverte sur le Royaume

« Cherchez d'abord le royaume de Dieu et sa justice, et tout cela vous sera donné par surcroît. Qu'est-ce que le royaume de Dieu, sinon la parole de Dieu ? Car celui qui gouverne tout, c'est le Verbe, par qui toutes choses ont été créées (Évangile selon Jean 1, 3).

Donc, chaque fois que nous venons entendre ou étudier la parole de Dieu, chaque fois que nous lisons ou écoutons avec joie l'Écriture sainte, c'est le royaume de Dieu et sa justice que nous cherchons. Ici-bas, tant que nous vivons, nous le cherchons, et nous pouvons le chercher ; mais le trouver pleinement, nous n'y réussirons pas, si ce n'est après cette vie.
Ce royaume de Dieu, c'est le trésor caché dans un champ (Évangile selon Matthieu 13, 44), le trésor soigneusement enfermé et scellé sous la lettre de la Loi et des Prophètes : cette lettre qui en partie est énigme et parabole. Trouver le trésor, c'est creuser les Écritures et, dans la joie de la trouvaille, vendre tout et acheter le champ. C'est rejeter tout souci, en obéissant à ce conseil évangélique, et embrasser l'étude des Écritures de manière que l'homme soit toujours libre pour étudier ou écouter la parole de Dieu. »

— Rupert de Deutz, Sur Matthieu VI, trad. E. de Solms, dans La Bible chrétienne II, Sainte Foy (Canada) / Paris, Anne Sigier / Desclée, 1988, p. 277.